# Zelominor
Xizangia es un género de arañas araneomorfas de la familia Gnaphosidae. Se encuentra en el Norte de África y Sur de Europa.

## Lista de especies
Según The World Spider Catalog 12.0:
- Zelominor algarvensis Snazell & Murphy, 1997
- Zelominor algericus Snazell & Murphy, 1997
- Zelominor malagensis Snazell & Murphy, 1997